# Lommatzsch
Lommatzsch (pronunciación en alemán: /ˈlɔmat͡ʃ/ⓘ) es un municipio situado en el distrito de Meißen, en el estado federado de Sajonia (Alemania), a una altitud de 170 metros. Su población a finales de 2016 era de unos 5000 habs. y su densidad poblacional, 68 hab/km².